# 1040

## Събития
- Селджуките, водени от Тогрул I, нанасят поражение на Масуд Газневи в битката при Данданакан.
- Начало на въстанието на Петър Делян

## Родени
- 27 юни – Ласло I, крал на Унгария

## Починали
- Тихомир, български военачалник